# Delrina
Delrina是一家加拿大软件公司，成立于1988年，并在1995年被美国软件公司赛门铁克收购。公司的主要销售电子表格软件，包括Perform和FormFlow，但最出名的要数WinFax软件包，可以让装有传真解调器的计算机把文件传输到外设的传真机或者其他装有类似产品的计算机上。